# 小行星25371
小行星25371（25371 Frangaley）是一颗绕太阳运转的小行星，为主小行星带小行星。该小行星于1999年10月发现。

## 轨道参数
小行星25371的轨道半长轴为366 586 078 km（2.4504417 UA），离心率为0.083。